# Yngve Ericsson
Sten Yngve Ericsson, född 14 januari 1912 i Harplinge församling, Hallands län, död 14 januari 1990 i Täby, Stockholms län, var en svensk tandläkare. Han är känd för att ha tagit fram och patenterat en av de första effektiva och användbara fluortandkrämerna.

## Biografi
Ericsson, som var son till lantbrukare Erik Andersson och Anna Jönsson, avlade studentexamen 1930, tandläkarexamen 1933, blev medicine kandidat 1946 och odontologie doktor 1949 med en avhandling om tandemaljens löslighet och dess samband med karies. Han startade tandläkarpraktik i Reftele 1933, blev föreståndare för tandkliniken i Domnarvet 1937 och i Stockholm 1943–1958. Han var tillförordnad professor i cariologi vid Tandläkarhögskolan i Stockholm 1949, blev laborator där 1950, professor där 1962 och var professor vid Karolinska Institutet 1964–1977. 
Ericsson var forskningstipendiat vid US Public Health Service 1952, ledamot av WHO:s expertråd från 1956, ordförande i WHO:s fluorkommitté 1957, Svenska Tandläkaresällskapet 1961–1963, ledamot av Fédération Dentaire Internationales vetenskapliga råd 1958–1966, ledamot i Socialstyrelsens vetenskapliga råd från 1964, Försvarets sjukvårdsstyrelses vetenskapliga råd från 1960, Statens medicinska forskningsråd 1972–1974 och president i European Organization for Caries Research (ORCA) 1975–1977. 
Ericsson författade Emaljapatitens löslighet (doktorsavhandling, 1949) samt arbeten över bland annat karies etiologi och profylax, saliven, askorbinsyreeffekter, fluor och kalkomsättning. Han var redaktör för Nordisk lärobok i kariologi från 1960 och för Caries Research 1966–1969. Han blev odontologie hedersdoktor i Åbo 1966 och i Köpenhamn 1975. 
Han är känd för att i slutet av 1950-talet ha tagit fram och patenterat en av de första effektiva och användbara fluortandkrämerna.